# Wspólnota administracyjna Sinzheim
Wspólnota administracyjna Sinzheim – wspólnota administracyjna (niem. Vereinbarte Verwaltungsgemeinschaft) w Niemczech, w kraju związkowym Badenia-Wirtembergia, w rejencji Karlsruhe, w regionie Mittlerer Oberrhein, w powiecie Rastatt. Siedziba wspólnoty znajduje się w miejscowości Sinzheim, przewodniczącym jej jest Erik Ernst.
Wspólnota administracyjna zrzesza dwie gminy wiejskie:
- Hügelsheim, 5 115 mieszkańców, 14,97 km²
- Sinzheim, 11 351 mieszkańców, 28,50 km²